# Sindrome di Capgras
La sindrome di Capgras è una rara malattia psichiatrica. Chi ne è colpito vive nella ferma convinzione che le persone a lui care siano state rimpiazzate da replicanti o da impostori a loro identici. Per persone care normalmente si intendono familiari e amici, ma il disturbo può estendersi ad animali domestici o luoghi familiari.
Questa manifestazione rientra nel campo delle MISs, acronimo inglese per indicare le misidentification syndromes.
Questa convinzione patologica è costante, viene mantenuta sebbene venga data prova del contrario e non si basa su informazioni false o incomplete dovute a un qualche errore di percezione. Spesso diagnosticata in associazione a disturbi psichiatrici quali schizofrenia e disturbi dell'umore, può a volte essere il risultato di danni cerebrali, demenza o altri disordini organici.
I dati epidemiologici vedono il manifestarsi del disturbo come più probabile nelle donne rispetto agli uomini, con un rapporto di 3:2.

## Storia
Il nome della sindrome deriva dallo psichiatra francese Joseph Capgras (1873-1950), che fu il primo a descrivere questa forma patologica nel 1923, descrivendola come l'illusion des sosies (l'illusione dei sosia), sebbene non sia una vera e propria illusione poiché la percezione sensoriale è intatta.

## Eziologia
Alcuni indizi sulle possibili cause del fenomeno sono state suggerite da studi effettuati su pazienti prosopoagnosici che riescono a riconoscere gli oggetti, ma hanno seri problemi di riconoscimento conscio dei volti umani.
Uno studio fatto da Bauer nel 1984 mostrò che nonostante il riconoscimento cosciente dei volti fosse danneggiato, i pazienti mostravano un livello significativo di attivazione involontaria a contatto con volti di persone familiari, misurata attraverso conduttanza elettrica e risposta galvanica cutanea. Ciò ha suggerito l'esistenza di due vie distinte per il riconoscimento facciale, una consapevole e l'altra non consapevole.
In un articolo del 1990 gli psicologi Ellis e Young ipotizzavano che la sindrome di Capgras potesse trovare spiegazione in una situazione opposta a quella della prosopoagnosia, in quanto i pazienti affetti conservano un'ottima abilità conscia nel riconoscere i volti, ma potrebbero avere subito danni al sistema che produce la risposta automatica di attivazione rispetto alle facce familiari, che a sua volta può essere la causa di questo senso di estraneità, di qualcosa di storto che i pazienti percepiscono quando si tratta di riconoscere le persone come autentiche.
Nel 1997 Hadyn e colleghi pubblicarono un ulteriore studio su cinque pazienti con sindrome di Capgras confermando che essi riconoscono consciamente i volti presentati, ma non mostrano la risposta di attivazione automatica di solito legata a una associazione con le emozioni.
Nello stesso anno Hirstein e Ramachandran riportavano riscontri simili sul loro studio di un paziente singolo. Dato che il paziente in questione si dimostrava capace di provare emozioni e di riconoscere volti, ma non sentiva emozioni nel riconoscere facce familiari, Ramachandran ipotizza l'origine della sindrome in una disconnessione tra la corteccia temporale, in cui le facce vengono riconosciute, e il sistema limbico, legato alle emozioni. A causa di questa dissociazione tra memoria e sentimenti il paziente in questione nutriva la convinzione che gli oggetti che gli si presentavano in foto fossero nuovi a ogni esposizione, anche se normalmente avrebbero dovuto evocare in lui dei sentimenti (foto di persone care, oggetti familiari, foto di sé stesso). La convinzione di Ramachandran è quindi che esista una relazione tra la sindrome di Capgras e una più generale difficoltà nel collegare ricordi episodici sequenziali, visto che le emozioni sono considerate importanti nella creazione di ricordi.
Sembra probabile che più menomazioni del sistema automatico di risposta emotiva siano necessarie per causare la sindrome di Capgras, visto che sintomi simili sono stati riportati da pazienti che non mostrano la convinzione tipica di chi soffre di questa condizione. Ellis e colleghi hanno suggerito un secondo fattore che potrebbe spiegare perché questa esperienza inusuale si trasformi in un pensiero delirante: si tratterebbe di un problema di ragionamento, anche se non sono state trovate disabilità specifiche che possano spiegare tutti i casi.

## La sindrome di Capgras nei media
La sindrome di Capgras è menzionata in numerose serie televisive. In alcuni episodi di Criminal Minds, Law & Order - Unità vittime speciali, CSI: New York, Perception, Profiling, Scrubs, Hannibal, Lore, Grey's Anatomy e Chicago med, sono presenti personaggi affetti da tale sindrome.
Nel film di fantascienza L'invasione degli ultracorpi di Don Siegel i pazienti con parenti sostituiti da alieni sono inizialmente scambiati dal medico protagonista della pellicola come afflitti dalla sindrome di Capgras, salvo poi scoprire che i propri cari sono davvero stati replicati dalle entità aliene contenute nei baccelli giganti del film.
Nel film Synecdoche, New York di Charlie Kaufman la moglie del protagonista, perduta e creduta morta, affitta un appartamento a nome Capgras. Il riferimento alla malattia è intenzionale data la presenza di numerosi accenni al mondo psichiatrico nella pellicola, tra cui il cognome del protagonista, Cotard, basato sull'omonima sindrome.